# Els escenaris de la memòria
Els escenaris de la memòria és un llibre de memòries del crític literari i editor Josep Maria Castellet, publicat l'any 1988.
L’obra es planteja com una conversa oberta amb figures emblemàtiques de la cultura contemporània, revelant l’impacte que aquestes van tenir en l’autor i la seva trajectòria creativa, especialment durant la dècada dels seixanta.
Els escenaris de la memòria  va obtenir el  el IX premi Joanot Martorell (1988), el Crítica Serra d'Or (1989), el Lletra d'Or (1989) i el Nacional de Literatura (1989). Ha estat traduït al castellà.
L'any 2013, Ventura Pons estrenà la pel·lícula Un berenar a Ginebra, basada en un capítol d'Els escenaris de la memòria i en entrevistes i declaracions de Mercè Rodoreda.